# Sony Labou Tansi
Sony Labou Tansi (de son vrai nom Marcel Ntsoni), né à Kimwenza (région de Léopoldville) le 5 juin ou le 5 juillet 1947 et mort à Brazzaville le 14 juin 1995, est un écrivain congolais des deux Congo, né au Congo belge (actuelle république démocratique du Congo) et mort en république du Congo.

## Biographie
Sony Labou Tansi est né de père congolais de Kinshasa  et d'une mère congolaise de Brazzaville. Aîné de sept enfants, Marcel Ntsoni apprend le français à l'école, puis étudie à l'École Normale Supérieure d'Afrique centrale (ENSAC). À partir de 1971, il enseigne le français et l'anglais à Kindamba puis à Pointe-Noire.

### Romancier, dramaturge et poète
À la publication de son premier roman, en France en 1979, il choisit pour pseudonyme Sony Labou Tansi, en hommage à Tchicaya U Tam'si. Satire féroce de la politique fondée sur la torture, le meurtre et le culte de la personnalité, dénonciation de la dictature, La Vie et demie se déroule dans un pays imaginaire, la Katamalanasie.
Ce roman est salué par la critique internationale, notamment française, au point que le roman fait figure d'œuvre majeure pour toute l'Afrique, selon les propos de l'écrivain franco-congolais Alain Mabanckou : « S’il y a trois romans qui reviennent sans cesse comme importants dans la littérature d’Afrique noire, ce sont ceux de Yambo Ouologuem (Le Devoir de violence), d’Ahmadou Kourouma (Les Soleils des indépendances) et de Sony Labou Tansi (La Vie et demie). Au sujet de ce dernier, la critique française fut laudative. On parla d’une écriture rabelaisienne. On fit le parallèle avec l’univers latino-américain, en particulier celui de Gabriel García Marquez ». Mais au-delà, comme il l'écrit lui-même dans l'Avertissement à ce premier roman : « J’écris pour qu’il fasse peur en moi » ; mais il disait aussi : « J’écris (ou je crie) pour qu’il fasse homme en moi ».
Dramaturge, fortement soutenu par le festival des francophonies en Limousin, ses pièces de théâtre sont jouées en France, en Allemagne, en Italie et aux États-Unis. Il a dirigé la troupe du Rocado Zulu Théâtre à Brazzaville.
La reconnaissance internationale vient en 1973, lorsqu'il reçoit pour la première fois le premier prix du Concours de théâtre interafricain organisé par RFI (pour Je soussigné cardiaque), performance qu'il réitérera à trois reprises (notamment La Parenthèse de sang en 1975). Six ans plus tard, il est primé au festival de la Francophonie de Nice, avant de recevoir en 1983 le Grand prix de l’Afrique noire, puis, en 1988, le prix Ibsen.

### Combat politique et mort
Il a toujours vécu au Congo-Brazzaville et s'est rapproché, à la fin de sa vie, du leader Bernard Kolélas. En 1992, il est élu député de Makélékélé, ce qui le conduit à de nouvelles prises de position, selon la journaliste Sophie Joubert : « C’est d’abord en poète, voyant rimbaldien plutôt que visionnaire, puis en homme politique qu’il interpelle François Mitterrand et Jacques Chirac sur le nécessaire respect de la tradition humaniste de la France, le devoir d’ingérence, l’échec de l’aide au développement et la tolérance coupable envers les dictatures africaines ».
Une grande part de son œuvre est une réflexion sur le pouvoir post-colonial qui consiste à « dénoncer la bêtise et ses conséquences souvent cruelles partout où elle sévit, exalter la condition humaine », à travers « des farces ubuesques » qui narguent « les tyrans dérisoires, dont les modèles sont parfois très proches de lui ». Auteur d'une œuvre dont la révolte résonne au-delà du seul continent africain, Sony Labou Tansi est un écorché vif qui dit la « mocherie » du monde, et comme le rappelle Kidi Bebey, sa « carte de visite » énonçait son projet de vie : « Métier : Homme. Fonction : Révolté». Mais sa foi en l'homme reste inébranlable : « Si je gueule, si je rage, c'est parce que j'ai plein d'espoir à communiquer ».
En 1994, Il est radié de la fonction publique et son passeport lui est retiré à la suite de son opposition politique au président Pascal Lissouba.
Ayant contracté le virus du sida mais incapable d'obtenir le traitement adéquat en l'absence d'un passeport et donc d'une autorisation de sortie du pays, il meurt à l'âge de 47 ans, le 14 juin 1995, quatorze jours après son épouse Pierrette, morte de la même maladie le 31 mai 1995.

### Postérité
Nicolas Martin-Granel, chercheur au CNRS, à l’Institut des textes et manuscrits modernes (Item) pour l’Afrique francophone, s'est longuement intéressé à l'œuvre de Sony Labou Tansi, regrettant un oubli injuste de l'écrivain au lendemain de sa mort : « Après sa mort, il y a eu un petit purgatoire. Dix ans après sa mort, il n’y avait pas  énormément de choses sur Sony. Et puis, peu à peu, sa notoriété s’est élargie au-delà du public habituel de la littérature africaine. Aujourd’hui, il apparaît comme un grand écrivain qui dépasse de loin les frontières du Congo et de l’Afrique, ce qui correspond à sa volonté de s’adresser au monde entier. Il disait qu’il voulait coincer la terre entre deux mots ». En 2015, il dirige avec Julie Peghini la publication d'un ouvrage collectif, La Chair et l'Idée (Les Solitaires Intempestifs), regroupant un grand nombre de textes critiques, témoignages, ainsi que du théâtre, des poèmes et lettres inédits. Dans un des textes de cet ouvrage intitulé « L’ombre des mots, la proie des choses », Annie Le Brun, qui a rencontré Sony Labou Tansi à Brazzaville, parle d'un « rapport organique au langage », évoquant son « théâtre sorcier » et sa poésie, qui ne peut être dissociée de la magie, par son pouvoir de lier les idées, les hommes et les choses et par ses capacités, dangereuses et risquées, de « réinventer la nature en nous ». Sony Labou Tansi déclarait lui-même : « C’est pour remettre la dimension magique aux choses que j’écris ».
Depuis 2003, le prix Sony-Labou-Tansi est décerné à des pièces de théâtre francophones.
La majorité de ses manuscrits sont aujourd'hui déposés à la Bibliothèque francophone multimédia de Limoges et sont disponibles en consultation en ligne.

## Œuvres

### Romans et récits
- La Vie et demie, Seuil, 1979.
- L'État honteux, Seuil, 1981.
- Lèse-majesté, ACCT, 1982.
- L'Anté-peuple, Seuil, 1983 - Grand prix littéraire d'Afrique noire[15].
- Les Sept Solitudes de Lorsa Lopez, Seuil, 1985 - Palme de la Francophonie.
- Les Yeux du volcan, Seuil, 1988.
- Le Coup de vieux, Présence Africaine, 1988.
- Le Commencement des douleurs, Seuil, 1995, 158 pages  (ISBN 978-2-0202-5798-5).

### Théâtre
- La Parenthèse de sang, suivi de Je soussigné cardiaque, Hatier, 1981.
- Moi, veuve de l'empire, L'Avant-Scène, 1987.
- Qui a mangé madame d'Avoine Bergotha, Lansman, 1989.
- La Résurrection rouge et blanche de Roméo et Juliette, revue Acteurs, 1990.
- Une chouette petite vie bien osée, Lansman, 1992.
- Une vie en arbre et chars...bons, Lansman, 1992.
- Théâtre complet, 2 volumes, Lansman, 1995.
- Antoine m'a vendu son destin, Acoria, 1997.
- La Rue des mouches, Éditions Théâtrales, 2005.
- Qui a mangé Madame d'Avoine Bergotha, Lansman, 2014.
- Qu'ils le disent, qu'elles le beuglent, Lansman, 2014.
- Une vie en arbre et chars... bonds, Lansman, 2015.
- Une chouette petite vie bien osée, Lansman, 2015.

### Poésie
- Poèmes et vents lisses, Le Bruit des autres, 1995.
- Ici commence ici (recueil inédit), coédition NENA/Éditions Clé, coll. « Littérature d'Afrique », 2013, 62 p.
- Poèmes, édition critique, coord. Claire Riffard et Nicolas Martin-Granel, en coll. avec Céline Gahungu, Paris, Éditions du CNRS, coll. « Planète Libre », 2015, 1252 p.  (ISBN 978-2-271-08743-0)

### Textes critiques
- Encre, sueur, salive et sang, choix de dits et écrits (1973-1995), avant-propos de Kossi Efoui, édition établie et présentée par Greta Rodriguez-Antoniotti, Le Seuil, 2015.

### Textes inédits et entretiens
- L'Autre Monde. Écrits inédits (poésie, nouvelles, théâtre, essais et autres textes inédits), sous la direction de Nicolas Martin Granel et Bruno Tilliette, Paris, Revue noire, 1997, 152 p.  (ISBN 2-909571-289)
- Sony Labou Tansi, paroles inédites, Paris, Éditions Théâtrales, coll. « Passages francophones » 2005 - comprend une pièce inédite, La Rue des mouches, des poèmes, des lettres, des témoignages et un CD avec deux heures d'entretien avec Bernard Magnier, enregistrées dans les studios de RFI en octobre 1993.
- SLT. L'Atelier de Sony Labou Tansi[16], coffret de trois livres brochés inédits : correspondance : lettres à José Pivin et Françoise Ligier ; poésie : 2 versions de L’Acte de Respirer, et 930 mots dans un aquarium, roman : Machin la Hernie[17] (roman intégral de L’État honteux publié au Seuil en 1981), sous la direction de Nicolas Martin-Granel et Greta Rodriguez-Antoniotti, Paris, Revue noire, coll. « Soleil », 2005, 782 p. avec 30 fac-similés  (ISBN 2-909571-599)